# 王崇伦

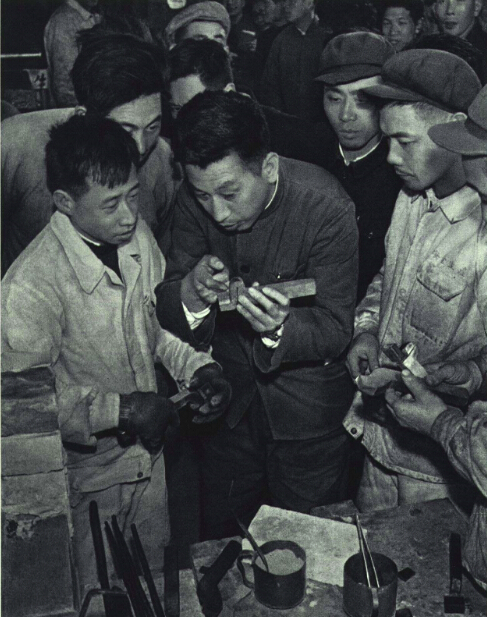
1966年王崇伦

王崇伦（1927年—2002年），辽宁辽阳人，中华人民共和国政治人物。
早年担任鞍钢北部机修厂工人。1954年，当选第一届全国人民代表大会代表。1954年9月，他出席第一次会议讨论宪法草案，期间并发言。1961年，当选工程师，次年任鞍钢机修总厂北部机修厂副厂长。1975年，任鞍钢工会主席。1978年，任中华全国总工会副主席。1980年，担任哈尔滨市委副书记。